# Raüf de Lenham
Pour les articles homonymes, voir Lenham (homonymie).
Raüf de Lenham ou Ralph of Lenham en anglais, est un poète anglo-normand du XIIIe siècle.
On doit à Raüf de Lenham, abbé de l’abbaye d'Egglestone à la fin du  XIIIe siècle, un Comput.

## Œuvres
- Art de Kalender : poème anglo-normand de l’année 1256, Éd. Östen Södergård, Stockholm, Almqvist & Wiksell, 1989,  (ISBN 91-7874-006-1)